# How I Spent My Summer Vacation
How I Spent My Summer Vacation es el quinto álbum de estudio de la banda de punk estadounidense The Bouncing Souls. Fue lanzado el 22 de mayo de 2001 mediante Epitaph y fue el primer trabajo en el que participaba el nuevo batería, Michael McDermott, exmiembro de Murphy's Law y Skinnerbox.
La canción "Manthem" fue incluida en la banda sonora original del videojuego Tony Hawk's Pro Skater 4.

## Listado de canciones
Todas las canciones escritas por The Bouncing Souls
1. "That Song" – 2:03
2. "Private Radio" – 2:13
3. "True Believers" – 2:31 mp3
4. "Better Life" – 1:50
5. "The Something Special" – 3:25
6. "Broken Record" – 2:50
7. "Lifetime" – 3:22
8. "Manthem" – 3:08
9. "Break-up Song" – 1:52
10. "Streetlight Serenade (To No One)" – 2:04
11. "Late Bloomer" – 2:48
12. "No Comply" – 1:58
13. "Gone" – 4:07

## Créditos
- Greg Attonito – cantante
- Pete "The Pete" Steinkopf – guitarra
- Bryan "Papillon" Keinlen – bajo, ilustraciones
- Michael McDermott – baterista

- Datos: Q773018